# قائم‌آباد (پاسارگاد)
قائم‌آباد  که در گذشته جیسقان (به گویش باصری: گیسکان) نامیده می‌شد، روستایی از توابع بخش مرکزی شهرستان پاسارگاد در استان فارس ایران است.

## جمعیت
این روستا در دهستان کمین قرار دارد و براساس سرشماری مرکز آمار ایران در سال ۱۳۸۵، جمعیت آن ۶۵۰ نفر (۱۳۷خانوار) بوده‌است.